# 官田庄
官田庄，為存在於1920年至1945年間的一行政區，轄屬臺南州曾文郡，庄役場位於官田。現為臺南市官田區。

## 街庄原名
原屬
- 赤山堡之官佃庄、中脇庄、烏山頭庄、角秀庄、二鎮庄、拔仔林庄、笨潭庄、三結義庄、番仔田庄
- 善化里東堡之雙溪仔庄、社仔庄、三塊厝庄、番仔渡頭庄
- 茅港尾東堡之南廍庄
- 蔴荳堡之西庄[1]

## 行政區劃
官田庄轄域內分為官田、中脇、烏山頭、角秀、二鎮、拔子林、笨潭、三結義、番子田、雙溪子、社子、三塊厝、番子渡頭、西庄、南廍十五個大字。

## 歷屆庄長
- 陳自西
- 山田辰雄
- 山內顯忠
- 前田昊

## 交通
- 番子田驛
- 拔林驛
- 明治製糖番子田線（至麻豆、佳里、二重港）
- 公車（至麻豆、佳里、烏山頭）

## 設施
- 官田庄役場
- 官田警察官吏派出所
- 烏山頭警察官吏派出所
- 官田卸市場（番子田379番地）
- 專賣局番子田工場（今 隆田酒廠）
- 曾文郡農民道場
- 官田圖書館
- 官田公學校→官田國民學校 （今 官田國小）
- 官田國民學校番子田分教場 （今 隆田國小）
- 官田神社（原址位於官田國小）
- 官田信用販賣購買利用組合[2]

## 名所舊跡
- 番子田碑
- 烏山頭貯水池